# Botola 2014-15
La Botola 2014-15, fue la 59a edición de la Liga de Fútbol de Marruecos. En dicha temporada, participan dieciséis equipos, los catorce mejores de la pasada, más dos provenientes de la segunda división. El campeón defensor fue el Moghreb Tetouán.
El torneo se disputará mediante el sistema de todos contra todos, donde cada equipo jugará contra los demás dos veces, una como local, y otra como visitante. Cada equipo recibe tres puntos por partido ganado, un punto en caso de empate, y ninguno si pierde.
En esta edición, el campeón y subcampeón obtienen un lugar en la Liga de Campeones de la CAF. El tercer equipo clasificará a la Copa Confederación de la CAF.
Los equipos que queden ubicados en las últimas dos posiciones descenderán automáticamente a la segunda división.

## Ascensos y descensos
Un total de 16 equipos disputan la liga, los clubes AS Salé y Wydad Fez descendidos la temporada anterior son reemplazados para este torneo por el campeón y subcampeón de la Botola 2, el Ittihad Khemisset y el Chabab Atlas Khénifra respectivamente.
| Pos. | Descendidos de la Botola 2013-14 |
| ---- | -------------------------------- |
| 15.º | AS Salé                          |
| 16.º | Wydad Fez                        |

| Pos. | Ascendidos de la Botola 2 2013-14 |
| ---- | --------------------------------- |
| 1.º  | Ittihad Khemisset                 |
| 2.º  | Chabab Atlas Khénifra             |

## Equipos temporada 2014/15

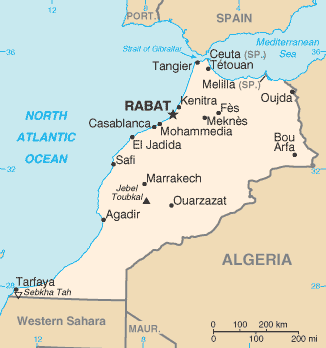
Marruecos.

| Club                  | Ciudad     | Estadio                           | Capacidad    |
| --------------------- | ---------- | --------------------------------- | ------------ |
| Chabab Atlas Khénifra | Khénifra   | Stade Municipal de Khénifra       | 5,000        |
| Chabab Rif Hoceima    | Alhucemas  | Stade Mimoun Al Arsi              | 12.000       |
| Difaa El Jadida       | El Jadida  | Stade El Abdi                     | 6.000        |
| FAR de Rabat          | Rabat      | Stade Moulay Abdellah             | 52.000       |
| FUS de Rabat          | Rabat      | Stade Moulay Abdellah             | 52.000       |
| Hassania Agadir       | Agadir     | Stade Al Inbiaâte Stade de Agadir | 5.000 45.400 |
| Ittihad Khemisset     | Khemisset  | Stade du 18 novembre              | 10,000       |
| KAC Kenitra           | Kenitra    | Stade Municipal de Kénitra        | 15.000       |
| Kawkab Marrakech      | Marrakech  | Stade de Marrakech                | 45.240       |
| Maghreb Fez           | Fez        | Stade de Fès                      | 45.000       |
| Moghreb Tétouan       | Tetuán     | Stade Saniat Rmel                 | 15,000       |
| Olympic Safi          | Safi       | Stade El Massira                  | 7.000        |
| Olympique Khouribga   | Khouribga  | Stade OCP                         | 5.000        |
| Raja Casablanca       | Casablanca | Stade Mohamed V                   | 67.000       |
| RSB Berkane           | Berkan     | Stade Municipal de Berkane        | 5.000        |
| Wydad Casablanca      | Casablanca | Stade Mohamed V                   | 67.000       |

## Tabla de posiciones
- Actualizado al final del torneo el 24 de mayo de 2015

| Pos | Equipo                    | PJ | PG | PE | PP | GF | GC | GA  | Pts  |
| --- | ------------------------- | -- | -- | -- | -- | -- | -- | --- | ---- |
| 1.  | Wydad Casablanca          | 30 | 16 | 11 | 3  | 48 | 21 | +27 | 59   |
| 2.  | Olympique Khouribga       | 30 | 16 | 8  | 6  | 29 | 17 | +12 | 56   |
| 3.  | Kawkab Marrakech          | 30 | 13 | 8  | 9  | 31 | 26 | +5  | 47   |
| 4.  | Moghreb Tétouan           | 30 | 11 | 12 | 7  | 36 | 29 | +7  | 45   |
| 5.  | FUS Rabat                 | 30 | 11 | 12 | 7  | 34 | 28 | +6  | 45   |
| 6.  | Hassania Agadir           | 30 | 10 | 10 | 10 | 42 | 46 | −4  | 40   |
| 7.  | Difaâ El Jadidi           | 30 | 10 | 9  | 11 | 26 | 23 | +3  | 39   |
| 8.  | Raja Casablanca           | 30 | 9  | 11 | 10 | 37 | 34 | +3  | 38   |
| 9.  | RSB Berkane               | 30 | 6  | 18 | 6  | 25 | 24 | +1  | 36   |
| 10. | Maghreb Fès               | 30 | 8  | 12 | 10 | 34 | 35 | −1  | 36   |
| 11. | FAR Rabat                 | 30 | 7  | 13 | 10 | 31 | 26 | +5  | 34   |
| 12. | Olympic Safi              | 30 | 8  | 10 | 12 | 20 | 35 | −15 | 34   |
| 13. | KAC Kénitra               | 30 | 8  | 9  | 13 | 25 | 29 | −4  | 33   |
| 14. | Chabab Rif Hoceima        | 30 | 7  | 11 | 12 | 26 | 43 | −17 | 32 * |
| 15. | Chabab Atlas Khénifra (A) | 30 | 8  | 8  | 14 | 23 | 37 | −14 | 32 * |
| 16. | Ittihad Khemisset (A)     | 30 | 5  | 12 | 13 | 26 | 40 | −14 | 27   |

 PJ = Partidos jugados; PG = Partidos ganados; PE = Partidos empatados; PP = Partidos perdidos;
GF = Goles anotados; GC = Goles recibidos; DG = Diferencia de gol; PTS = Puntos
*:Chabab Rif Hoceima permanece en la máxima categoría por el mejor resultado entre ellos: Chabab Atlas Khénifra 0-1 Chabab Rif Hoceima (fecha 11), Chabab Rif Hoceima 1-1 Chabab Atlas Khénifra (fecha 26)

(A) : Ascendido la temporada anterior.
|  | Campeón y clasificado a la Liga de Campeones de la CAF 2016. |
|  | Clasificado a la Liga de Campeones de la CAF 2016.           |
|  | Clasificado a la Copa Confederación de la CAF 2016.          |
|  | Descenso a la Segunda División de Marruecos.                 |

## Goleadores
| Pos. | Jugador         | Club            | Goles |
| ---- | --------------- | --------------- | ----- |
| 1    | Malick Evouna   | WAC Casablanca  | 16    |
| 2    | Mouhcine Yajour | Moghreb Tétouan | 12    |
| 3    | Mehdi Naghmi    | FAR Rabat       | 11    |